# Hayley Ashburn
Pour les articles homonymes, voir Ashburn.
Hayley Ashburn est une pratiquante de slackline américaine né le 29 juillet 1988. Elle est connue pour être championne du monde de trickline en 2010. Elle a réalisé la première traversée de la Finger of Fate highline. Elle est sponsorisée par Gibbon.